# Sally Scales
Sally Scales (nascida em 1989, na Austrália) é uma artista australiana. É uma mulher pitjantjatjara de Pipalyatjara, no extremo oeste das terras Anangu Pitjantjatjara Yankunytjatjara (APY), na Austrália Meridional.

## Vida pregressa
Sally Scales é filha de Josephine Mick, líder cultural e artista sênior da Ninuku Arts, e do falecido Ushma Scales, fabricante de couro e um dos fundadores da Maruku Arts e do arquivo cultural APY Ara Irititja. A sua avó também era pintora.

## Trabalho e ativismo
É a pessoa mais jovem e a segunda mulher a ocupar o cargo de presidente da APY e é porta-voz do Coletivo APY Art Center, um grupo de empreendimentos culturais de propriedade indígena, com quem trabalha desde 2013. Além de trabalhar com o coletivo, Sally realiza trabalhos de consultoria para a Galeria de Arte da Austrália Meridional.
Sally faz parte da Equipe de Liderança Juvenil da Reforma da Declaração de Uluru, tendo participado dos diálogos regionais sobre a Constituição do Conselho do Referendo em Ross River, Adelaide e da convenção nacional em Uluru, em 2017. Desde então, Sally está envolvida com a liderança da Voice, Tratado e Verdade.
Sally centrou-se na sua prática artística em 2020, como consequência da Pandemia de COVID-19. Teve sua primeira exposição na APY Gallery Adelaide, em março de 2021, cujos ingressos ficaram esgotados.

## Prêmios e reconhecimentos
Sally ganhou vários prêmios e foi nomeada finalista no National Aboriginal and Torres Strait Islander Art Awards (NATSIAA), de 2022.
Em 2022, foi nomeada para fazer parte do grupo que trabalha com o governo australiano antes de um referendo conhecido como Voice to Parliament (Voz do Parlamento), uma consulta histórica que, se bem-sucedida, veria os indígenas permanentemente representados nos processos parlamentares. Naquele ano, foi indicada na lista da BBC das 100 mulheres mais inspiradoras do mundo, indicada pela ex-primeira-ministra australiana Julia Gillard, que observou que “Sally é uma criadora de arte maravilhosa e de ampla compreensão humana. Ao iluminar e inspirar outras pessoas, ela catalisa as muitas mudanças necessárias para acabar com a perniciosa combinação de racismo e sexismo."

## Vida pessoal
Sally Scales é mãe adotiva de um menino chamado Walter.